# باتريك أوشوجنسي
باتريك أوشوجنسي (بالإنجليزية: Patrick O'Shaughnessy)‏ (بالفنلندية: Patrick O’Shaughnessy)‏ (29 يناير 1993 بريهيماكي في فنلندا - ) هو لاعب كرة قدم فنلندي في مركز الدفاع. شارك مع منتخب فنلندا تحت 17 سنة لكرة القدم ومنتخب فنلندا تحت 19 سنة لكرة القدم ومنتخب فنلندا تحت 21 سنة لكرة القدم. أما مع النوادي، فقد لعب مع ميبا ونادي هلسنكي وKlubi 04 ‏ وPK-35 (men) ‏.

## وصلات خارجية
- باتريك أوشوجنسي على موقع الاتحاد الأوربي (الإنجليزية)
- باتريك أوشوجنسي على موقع قاعدة بيانات كرة القدم.إي يو (الإنجليزية)
- باتريك أوشوجنسي على موقع Soccerway.com (الإنجليزية)